# 30e cérémonie des Kids' Choice Awards
La 30e cérémonie des Kids' Choice Awards a lieu le 11 mars 2017 au Galen Center de Los Angeles et a été retransmise le 15 mars à 18h20 sur Nickelodeon 4Teen et MTV.
Les prix récompensent des personnalités du monde de la télévision, du cinéma, de la musique, et ont été votés par les enfants.
Les premières nominations ont été annoncées le 2 février 2017.

## Performances
- Jacob Sartorius - "By Your Side" (Pre-Show)
- Machine Gun Kelly et Camila Cabello - "Bad Things"
- Little Mix - "Touch" et "Shout Out to My Ex"

## Remettants
- Gwen Stefani
- Demi Lovato
- Big Sean
- Bethany Mota
- Chris Pratt
- Zoe Saldana
- Nat Wolff
- Maddie Ziegler
- Gal Gadot
- Chris Pine
- John Stamos
- Miranda Cosgrove
- Casting de School of Rock
- Dove Cameron
- Noah Cyrus
- Isabela Moner
- Benjamin Flores Jr.
- DJ Khaled
- Heidi Klum

## Palmarès
Les lauréats sont indiqués ci-dessous dans chaque catégorie et en caractères gras.

### Télévision

#### Emission TV préférée (enfants)
★ Henry Danger
- Game Shakers
- Le Monde de Riley
- Nicky, Ricky, Dicky & Dawn
- Les Thunderman

#### Emission TV familiale préférée
★ La Fête à la maison : 20 ans après
- Marvel : Les Agents du SHIELD
- The Big Bang Theory
- Black-ish
- The Flash
- Supergirl

#### Emission TV réalité préférée
★ America's Got Talent
- America's Funniest Home Videos
- American Ninja Warrior
- Paradise Run
- Shark Tank
- The Voice

#### Dessin animé préféré
★ Bob l'éponge
- Alvin et les Chipmunks
- Le Monde incroyable de Gumball
- The Loud House
- Teen Titans Go!
- Tortues Ninja : Les Chevaliers d'écaille

#### Acteur de TV préféré
★ Jace Norman – Henry Danger
- Benjamin Flores Jr. – Game Shakers
- Aidan Gallagher – Nicky, Ricky, Dicky & Dawn
- Jack Griffo – Les Thunderman
- Casey Simpson – Nicky, Ricky, Dicky & Dawn
- Tyrel Jackson Williams – Les Bio-Teens : Forces spéciales

#### Actrice de TV préférée
★ Zendaya – Agent K.C.
- Ella Anderson – Henry Danger
- Cree Cicchino – Game Shakers
- Rowan Blanchard – Le Monde de Riley
- Dove Cameron – Liv et Maddie
- Lizzy Greene – Nicky, Ricky, Dicky & Dawn
- Kira Kosarin – Les Thunderman
- Breanna Yde – Rock Academy

### Cinéma

#### Film préféré
★ SOS Fantômes
- Batman v Superman : L'Aube de la justice
- Captain America: Civil War
- Peter et Elliott le dragon
- Rogue One: A Star Wars Story
- Les Tortues Ninja : La Sortie de l'ombre

#### Acteur de cinéma préféré
★ Chris Hemsworth – SOS Fantômes
- Ben Affleck – Batman v Superman : L'Aube de la justice
- Henry Cavill – Batman v Superman : L'Aube de la justice
- Will Arnett – Les Tortues Ninja : La Sortie de l'ombre
- Robert Downey Jr. – Captain America: Civil War
- Chris Evans – Captain America: Civil War

#### Actrice de cinéma préférée
★ Melissa McCarthy – SOS Fantômes
- Amy Adams – Batman v Superman : L'Aube de la justice
- Megan Fox – Les Tortues Ninja : La Sortie de l'ombre
- Scarlett Johansson – Captain America: Civil War
- Felicity Jones – Rogue One: A Star Wars Story
- Kristen Wiig – SOS Fantômes

#### Film d'animation préférée
★ Le Monde de Dory
- Vaiana : La Légende du bout du monde
- Comme des bêtes
- Tous en scène
- Les Trolls
- Zootopie

#### Voix préférée dans un film d'animation
★ Ellen DeGeneres – Le Monde de Dory
- Kevin Hart – Comme des bêtes
- Dwayne Johnson – Vaiana : La Légende du bout du monde
- Anna Kendrick – Les Trolls
- Justin Timberlake – Les Trolls
- Reese Witherspoon – Tous en scène

#### Méchants préférés
★ Kevin Hart – Comme des bêtes
- Helena Bonham Carter – Alice de l'autre côté du miroir
- Idris Elba – Star Trek : Sans limites
- Will Ferrell – Zoolander 2
- Charlize Theron – Le Chasseur et la Reine des glaces
- Spencer Wilding – Rogue One: A Star Wars Story

#### Dur à cuire préféré
★ Chris Evans – Captain America: Civil War
- Ben Affleck – Batman v Superman : L'Aube de la justice
- Henry Cavill – Batman v Superman : L'Aube de la justice
- Chris Hemsworth – Le Chasseur et la Reine des glaces
- Scarlett Johansson – Captain America: Civil War
- Felicity Jones – Rogue One: A Star Wars Story
- Jennifer Lawrence – X-Men: Apocalypse
- Zoe Saldana – Star Trek : Sans limites

#### Meilleurs amis pour la vie
- Agents presque secrets – Kevin Hart et Dwayne Johnson
  - Le Bon Gros Géant (The BFG) – Ruby Barnhill et Mark Rylance
  - Le Livre de la jungle – Neel Sethi et Bill Murray
  - Mise à l'épreuve 2 – Ice Cube et Kevin Hart
  - Star Trek : Sans limites – Chris Pine et Zachary Quinto
  - Zoolander 2 – Ben Stiller et Owen Wilson

#### Meilleurs ennemis préférés
★ Ginnifer Goodwin et Jason Bateman – Zootopie
- Ben Affleck et Henry Cavill – Batman v Superman : L'Aube de la justice
- Chris Evans et Robert Downey Jr. – Captain America: Civil War
- Dwayne Johnson et Auli'i Cravalho – Vaiana : La Légende du bout du monde
- Anna Kendrick et Justin Timberlake – Les Trolls
- Charlize Theron et Emily Blunt – Le Chasseur et la Reine des glaces

#### Bande-son préférée
★ Suicide Squad

#### Chanson préférée
- Suicide Squad – Twenty One Pilots (pour la chanson "Heathens")

#### #TEAM
★ Le Monde de Dory – Ellen DeGeneres, Albert Brooks, Hayden Rolence, Ed O'Neill, Kaitlin Olson, Ty Burrell, Diane Keaton et Eugene Levy
- Captain America: Civil War – Chris Evans, Robert Downey Jr., Scarlett Johansson, Sebastian Stan, Anthony Mackie, Don Cheadle, Jeremy Renner, Chadwick Boseman, Paul Bettany et Elizabeth Olsen
- SOS Fantômes – Melissa McCarthy, Kristen Wiig, Kate McKinnon et Leslie Jones
- Rogue One: A Star Wars Story – Felicity Jones, Diego Luna, Riz Ahmed, Donnie Yen, Mads Mikkelsen, Alan Tudyk, Jiang Wen et Forest Whitaker
- Les Tortues Ninja : La Sortie de l'ombre – Noel Fisher, Jeremy Howard, Pete Ploszek et Alan Ritchson
- X-Men: Apocalypse – James McAvoy, Michael Fassbender, Jennifer Lawrence, Nicholas Hoult, Evan Peters, Tye Sheridan, Ben Hardy, Kodi Smit-McPhee, Sophie Turner, Alexandra Shipp et Olivia Munn

#### Animal mignon préféré
★ Kevin Hart – Comme des bêtes
- Jack Black – Kung Fu Panda 3
- Ellen DeGeneres – Le Monde de Dory
- Bill Murray – Le Livre de la jungle
- Jason Sudeikis – Angry Birds, le film
- Reese Witherspoon – Tous en scène

### Musique

#### Star musicale internationale préférée
★ Little Mix
- 5 Seconds of Summer
- BIGBANG
- Zara Larsson
- Bruno Mars
- Shakira

#### Groupe préféré
★ Fifth Harmony
- The Chainsmokers
- Maroon 5
- OneRepublic
- Pentatonix
- Twenty One Pilots

#### Chanteur préféré
★ Shawn Mendes
- Justin Bieber
- Drake
- Bruno Mars
- Justin Timberlake
- The Weeknd

#### Chanteuse préférée
★ Selena Gomez
- Nicki Minaj
- Beyoncé
- Ariana Grande
- Rihanna
- Meghan Trainor

#### Chanson préférée
★ "Work from Home" – Fifth Harmony ft. Ty Dolla $ign
- "24K Magic" – Bruno Mars
- "Can't Stop the Feeling!" – Justin Timberlake
- "Heathens" – Twenty One Pilots
- "Send My Love (To Your New Lover)" – Adele
- "Side to Side" – Ariana Grande ft. Nicki Minaj

#### Révélation de l'année
★ Twenty One Pilots
- Kelsea Ballerini
- The Chainsmokers
- Daya
- Lukas Graham
- Solange
- Rae Sremmurd
- Hailee Steinfeld

#### Clip préféré
★ "Juju on That Beat" – Zay Hilfigerrr et Zayion McCall
- "24K Magic" – Bruno Mars
- "Can't Stop the Feeling!" – Justin Timberlake
- "Formation" – Beyoncé
- "Me Too" – Meghan Trainor
- "Stressed Out" – Twenty One Pilots

#### DJ préféré
★ Calvin Harris
- DJ Snake
- Martin Garrix
- Major Lazer
- Skrillex
- Zedd

#### Bande originale préféré
★ Suicide Squad
- Hamilton
- Avant toi
- Vaiana : La Légende du bout du monde
- Tous en scène
- Les Trolls

#### Artiste musical qui a fait le buzz
★ JoJo Siwa
- Tiffany Alvord
- Matty B
- Carson Lueders
- Johnny Orlando
- Jacob Sartorius

### Autres

#### Meilleure révélation WEB
★ Mademoiselle Gloria 
- Anthonin
- Sourbangirl
- Sulivan Gwed

#### Jeux vidéo préféré
★ Just Dance 2017
- Lego Marvel's Avengers
- Lego Star Wars : Le Réveil de la Force
- Minecraft: Story Mode
- Paper Mario: Color Splash
- Pokémon Soleil et Lune